# Ivan den förskräcklige I
Ivan den förskräcklige I är en sovjetisk film från 1944 i regi av Sergej Eisenstein.

## Rollista
- Nikolaj Tjerkasov – Ivan Groznyj (Ivan den förskräcklige)
- Ljudmila Tselikovskaja – Anastasia Romanovna, tsaritsan
- Serafima Birman – Jefrosinja Staritskaja, Ivans faster
- Pavel Kadotjnikov – Vladimir Andrejevitj Staritskij, hennes son
- Michail Zjarov – Maljuta Skuratov
- Amvrosij Butjma – Aleksej Basmanov
- Michail Kuznetsov – Fjodor Basmanov, hans son
- Michail Nazvanov – prins Andrej Michajlovitj Kurbskij
- Andrej Abrikosov – bojaren Fjodor Kolytjev, senare Moskvas metropolit Filipp
- Aleksandr Mgebrov – Pimen, ärkebiskopen av Novgorod
- Maksim Michajlov – ärkediakonen vid Ivans kröning
- Vsevolod Pudovkin – Nikola "Bolsjoj Kolpak" (Stora Mössan), 'helig dåre'